# Délégation de Civitavecchia

La délégation apostolique de Civitavecchia fut une subdivision administrative de l’État pontifical, instituée en 1816 par le pape Pie VII sur le territoire du Latium.

## Historique
Dans sa configuration définitive, elle confinait au nord avec le Grand-duché de Toscane et la délégation de Viterbe, à l’est avec la délégation de Viterbe et la comarque de Rome, à l’ouest avec la  mer Tyrrhénienne, au sud avec la mer Tyrrhénienne et la comarque de Rome.
C’était une délégation de 3e classe qui, à la suite de la réforme administrative de Pie IX du 22 novembre 1850, s’inséra dans la Circonscription de Rome (États pontificaux). Après la prise de Rome du 20 septembre 1870, elle fut annexée à la province de Rome.

## Source de traduction
- (it) Cet article est partiellement ou en totalité issu de l’article de Wikipédia en italien intitulé « delegazione apostolica di Civitavecchia » (voir la liste des auteurs) le 16/07/2012.